# Niederhausbergen
Niederhausbergen – miejscowość i gmina we Francji, w regionie Grand Est, w departamencie Dolny Ren.
Według danych na rok 1990 gminę zamieszkiwały 1212 osoby, 396 os./km².